# Jüdischer Friedhof (Schweinheim, Aschaffenburg)

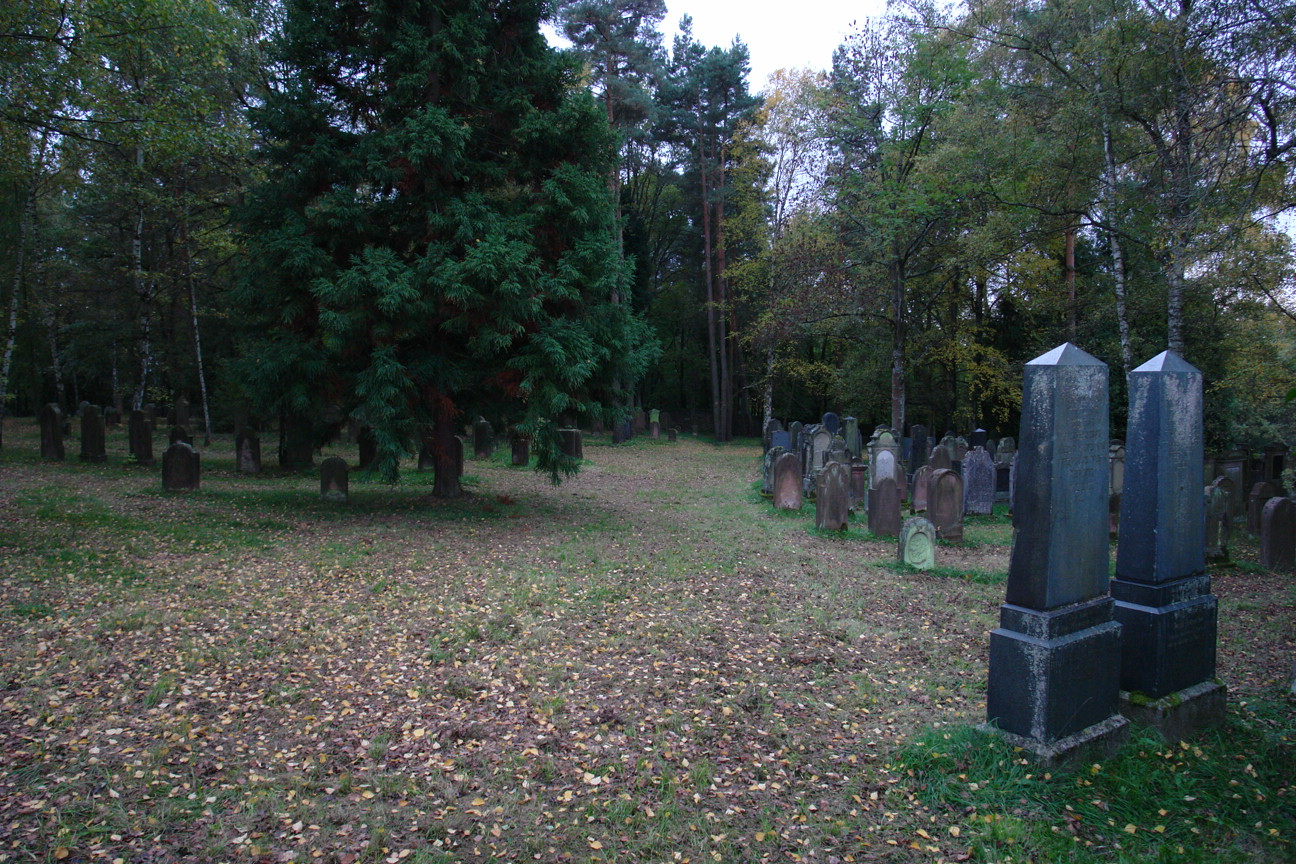
Jüdischer Friedhof am Erbig, zwischen Schweinheim und Obernau bei Aschaffenburg

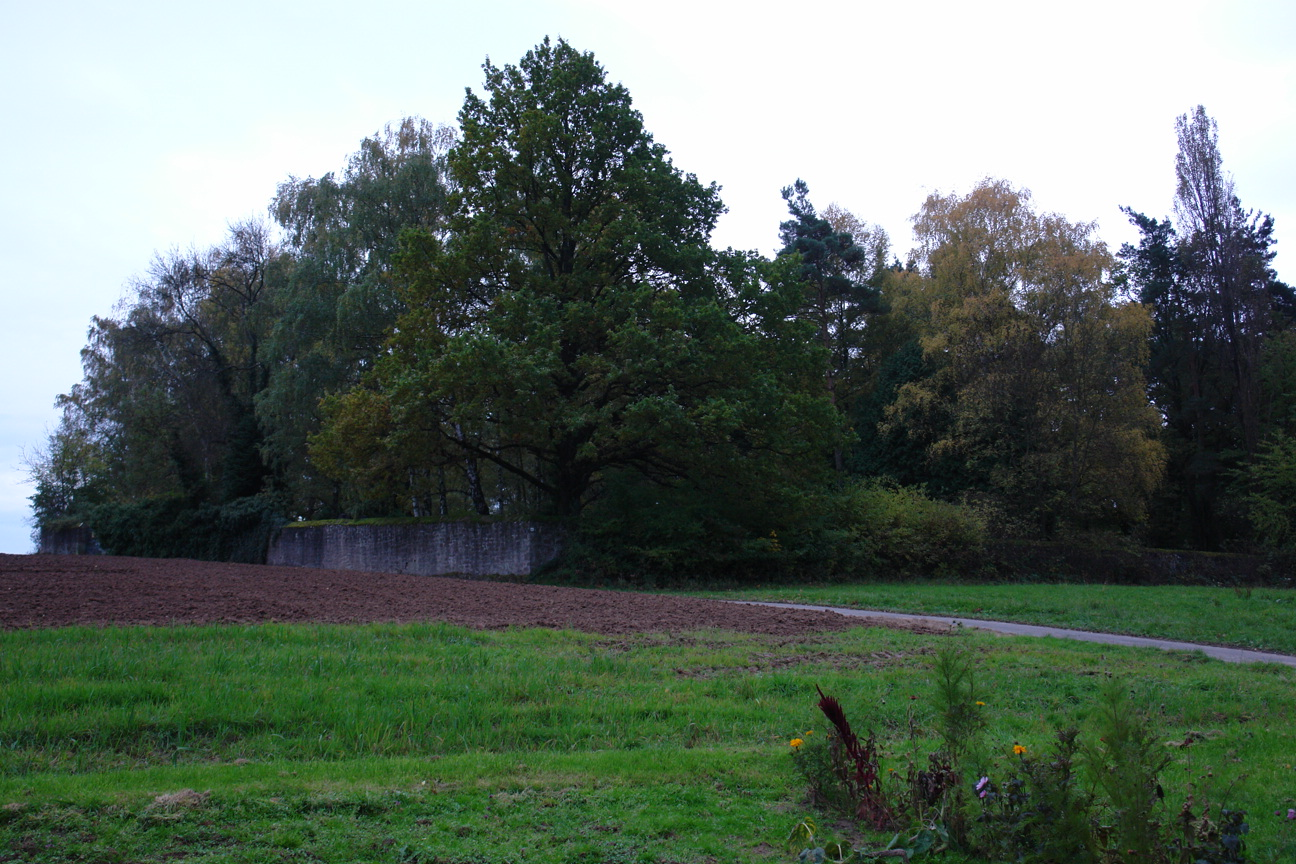
Umfassungsmauer des Jüdischen Friedhofs zwischen Schweinheim und Obernau bei Aschaffenburg

Der Jüdische Friedhof Aschaffenburg am Erbig liegt südwestlich von Schweinheim, einem Stadtteil der kreisfreien Stadt Aschaffenburg in Unterfranken. Auf dem 92,90 Ar großen Friedhof befinden sich 542 Grabsteine (Mazewot).

## Geschichte
Die erste Beisetzung auf dem Friedhof, dessen Existenz seit der ersten Hälfte des 18. Jahrhunderts belegt ist, fand 1735 statt. In seiner Nutzungszeit diente er als Verbandsfriedhof jüdischer Gemeinden aus der Umgebung. Hier wurden die Toten aus den jüdischen Gemeinden in Aschaffenburg, Bessenbach, Eschau, Goldbach, Großostheim, Großwallstadt, Hausen, Hobbach, Hösbach, Hofstetten, Kleinostheim, Kleinwallstadt, Mömlingen, Niedernberg, Obernau, Schöllkrippen, Sulzbach beigesetzt.  Der Erbig wurde noch im 19. Jahrhundert Judenberg genannt. 1942 wurden in der letzten Beisetzung das Ehepaar Wolfsthal und fünf weitere Personen bestattet, die ihren Freitod der Deportation vorgezogen hatten.
Bereits im 18. Jahrhundert fiel der Friedhof Schändungen zum Opfer. So zerstörten beispielsweise im Jahr 1773 Aschaffenburger Schüler 20 Grabsteine und die Friedhofsmauer, öffneten einige Gräber und rissen dem Leichnam des Thora-Gelehrten Rabbi Jerachmiel den Kopf ab. Auch während der Zeit des Nationalsozialismus kam es wiederholt zu Schändungen. Noch im Jahr 1985 fielen 42 Grabsteine Beschädigungen und Schmierereien zum Opfer.

## Weitere jüdische Friedhöfe
Weitere jüdische Friedhöfe in Aschaffenburg sind: Der jüdische Friedhof im Aschaffenburger Stadtgebiet, sowie ein 1983 eingerichteter neuer jüdischer Friedhof als Teil des Aschaffenburger Waldfriedhofes am Stockstadter Weg (dort befindet sich ein einziges Grab, das von Wilhelm Jelinek und seiner Gattin) sowie ein mittelalterlicher Friedhof, der bis etwa 1400 genutzt wurde (nicht mehr erhalten).